# Suore di carità di Nostra Signora, Madre della Misericordia

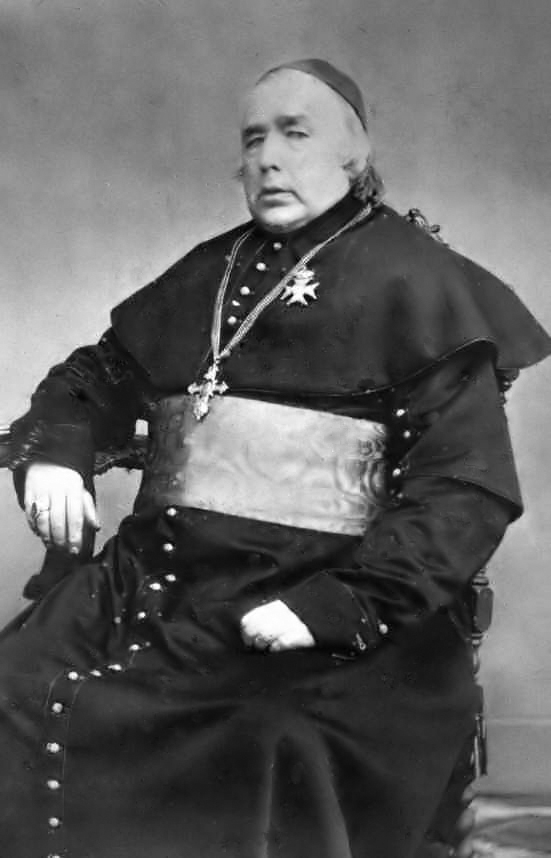
Joannes Zwijsen, fondatore della congregazione

Le suore di carità di Nostra Signora, Madre della Misericordia (in neerlandese Zusters van Liefde van Onze Lieve Vrouw, Moeder van Barmhartigheid) sono un istituto religioso femminile di diritto pontificio: le suore di questa congregazione pospongono al loro nome la sigla S.C.M.M.

## Storia
La congregazione venne fondata a Tilburg il 23 novembre 1832 dal futuro arcivescovo di Utrecht e 's-Hertogenbosch, Joannes Zwijsen (1794-1877), per l'educazione cattolica della gioventù.
L'istituto ricevette il pontificio decreto di lode il 23 agosto 1841 e le sue costituzioni vennero approvate dalla congregazione de Propaganda Fide il 4 aprile 1922.

## Attività e diffusione
Le suore di carità si dedicano all'istruzione e all'educazione cristiana della gioventù.
Sono presenti in Belgio, Brasile, Filippine, Indonesia, Irlanda, Italia, Paesi Bassi, Regno Unito, Stati Uniti d'America, Suriname, Timor Est: la sede generalizia è a 's-Hertogenbosch.
Al 31 dicembre 2005 l'istituto contava 889 religiose in 115 case.